# Карет (иудаизм)
Каре́т (от ивр. כָּרֵת‎ — букв. «отсечение», перен. «истребление») — небесная кара в иудаизме за сознательное нарушение наиболее существенных из религиозных запретов, упоминаемая в еврейской Библии и более поздних еврейских писаниях.

## Еврейская Библия
В еврейской Библии карет — форма наказания, которая может означать преждевременную смерть или изоляцию от людей. Согласно Ричарду С. Штайнеру, фраза «быть отрезанным от своего народа» является антонимом «собираться к своему народу», и, таким образом, карет в Библии означает быть лишённым загробной жизни.

## Список грехов
Карет полагается за 36 грехов.
Два из нарушений, за которые налагается карет — несоблюдение предписаний (уклонение от совершения обрезания и от принесения в жертву пасхального агнца), а остальные — нарушение запретов, охраняющих основы единобожия (четыре запрета), предписывающих целомудрие, запрещающих кровосмешение и половые извращения (15 запретов), закрепляющих ряд этических и ритуальных норм (соблюдение шаббата, неупотребление в пищу крови, хлеба в Песах, соблюдение поста в Йом-кипур и т. п.; шесть запретов) и святость жертвоприношений (девять запретов):
1. Половой акт с матерью.
2. Половой акт с женой отца.
3. Половой акт с женой сына.
4. Мужчина, имеющий половой акт с другим мужчиной.
5. Мужчина, имеющий половой акт с животным.
6. Женщина, имеющая половые сношения с животным.
7. Половые сношения с матерью и её дочерью.
8. Половой акт с замужней женщиной.
9. Половой акт со своей сестрой.
10. Половой акт с сестрой отца.
11. Половой акт с сестрой матери.
12. Половой акт с сестрой жены.
13. Половой акт с женой брата.
14. Половой акт с женой брата отца.
15. Половой акт с женщиной, которая не очистилась после менструации (нида).
16. Проклятие Бога.
17. Идолопоклонство.
18. Приношение в жертву своего ребёнка Молоху.
19. Обращение к духу посредством процесса, известного как «Ов».
20. Нарушение шаббата.
21. Употребление жертв в состоянии ритуальной нечистоты.
22. Вход в Храм или Скинию в состоянии ритуальной нечистоты.
23. Употребление запретного животного жира, известного как «Хелев».
24. Употребление в пищу или питьё крови.
25. Употребление в пищу жертвоприношения после допустимого времени для употребления в пищу.
26. Поедание жертвы, которая была предложена с целью употребления в пищу его после допустимого времени поедание, что предложение истечёт.
27. Шхита жертвы за пределами Храма.
28. Воскурение жертвы за пределами Храма.
29. Употребление в пищу хамеца в Песах.
30. Еда или питьё в Йом-кипур.
31. Нарушение Йом-кипура, выполняя одну запрещёную работу.
32. Создание репликации священного помазания.
33. Создание репликации воскурения, известного как «кторет».
34. Помазание себя святым маслом помазания.
35. Воздержание от приношения жертвы в Песах.
36. Воздержание от обрезания.